# Gmina Lüganuse
Gmina Lüganuse (est. Lüganuse vald) – gmina wiejska w Estonii, w prowincji Virumaa Wschodnia.
W skład gminy wchodzi:
- 1 okręg miejski: Lüganuse

- 13 wsi: Aa, Irvala, Jabara, Kopli, Liimala, Lohkuse, Matka, Moldova, Mustmätta, Purtse, Varja, Voorepera.